# Цегельник, Григорий Гаврилович
Григорий Гаврилович Цегельник (1909—?) — участник Великой Отечественной войны, полный кавалер ордена Славы.

## Биография
Родился в селе Дудчаны в семье крестьянина. Украинец. Получил начальное образование. После учёбы работал в колхозе. Призван в Красную Армию в июне 1941 года. С этого же времени участвует в боях Великой Отечественной войны. Сапер 138-го гвардейского стр. полка (48-я гв. стр. див., 28-я армия). Гвардии рядовой, гвардии ефрейтор.
В 1945 был демобилизован. До 1964 года жил на Украине в селе Иосифовка Новомосковского (ныне Магдалиновского) района Днепропетровской области.

## Подвиги

### первый
24.06.1944 при прорыве обороны немцев у посёлка Паричи (Светлогорский район, Гомельская область, Белоруссия) Цегельник проделал 3 прохода для пехоты и танков, сняв более 20 мин, обеспечив тем самым продвижение подразделений без потерь. За этот подвиг награждён орденом Славы 3 степени.

### второй
15—23 января 1945 г. при наступлении в 7 км юго-восточнее города Гумбиннен (Восточная Пруссия, сейчас г. Гусев Калининградская область) Цегельник, обеспечивая продвижение войск, извлек из грунта около 150 мин и проделал несколько проходов в проволочных заграждениях. За этот подвиг награждён орденом Славы 2 степени.

### третий
24—30 апреля 1945 г. в боях за г. Берлин Цегельник, участвуя в строительстве моста через канал Тельтов в г. Берлине, обезвредил 27 мин различных конструкций. Разминировал также железнодорожный мост и уничтожил свыше 15 немцев и 13 пленил. За этот подвиг награждён орденом Славы 1 степени.

## Награды
- Орден Славы 3 степени (27.07.1944)
- Орден Славы 2 степени (14.02.1945)
- Орден Славы 1 степени (15.05.1946)
- медали СССР